# Faramea oraria
Faramea oraria là một loài thực vật có hoa trong họ Thiến thảo. Loài này được Standl. ex Steyerm. mô tả khoa học đầu tiên năm 1964.